# Beltraniella humicola
Beltraniella humicola är en svampart som beskrevs av P.Rama Rao 1962. Beltraniella humicola ingår i släktet Beltraniella och familjen Hyponectriaceae.   Inga underarter finns listade i Catalogue of Life.